# Валері Лемерсьє
Валері́ Лемерсьє́ (фр. Valérie Lemercier; 9 березня 1964, Дьєпп,Франція) — французька акторка, кінорежисерка, сценаристка та співачка. Дворазова лауреатка французької національної кінопремії «Сезар» 1994 та 2007 років за найкраща жіночу роль другого плану (за фільми «Прибульці» та «Місця в партері») .

## Біографія
Народилася 9 березня 1964 року в Дьеппі на півночі Франції в заможній селянській родині.
Дитинство її пройшло в Гонзевіллі в Нормандії. була дуже сором'язливою дитиною, тому боролася з собою, постійно зображуючи клоуна і в школі, і вдома. Потім вона приїхала в Руан, де поступила на Курси Жана Шеврана в Консерваторії драматичного мистецтва Руана. У 18 років Валері переїхала до Парижа і, підробляючи в різних місцях, відвідувала театральні курси.

## Карьера
Професійний дебют Валері Лемерсьє відбувся в 1988 році в серіалі «Готель», а через два роки на великий екран вийшов фільм «Мілу в травні» режисера Луї Маля, де Валері зіграла свою першу роль у великому кіно. Цей самий образ вона розвивала у фільмах «Операція „Тушкованка“» (1991) та «Прибульці» (1993), за який вона отримала свого першого «Сезара» як найкраща акторка другого плану. Проте, не захотівши експлуатувати один і той самий образ, Валері відмовилася зніматися в сиквелі «Прибульців», який також мав великий глядацький успіх.
Продовжуючи зніматися в кіно, Лемерсьє на початку 1990-х почала сольну кар'єру на театральних підмостках зі своїми моновиставами в паризьких театрах, спробувала себе як співачка, а потім звернулася й до режисури. Фільм «Королівський палац», що вийшов на екрани в 2005 році повернув Валері популярність. У цій кінострічці вона виступила одночасно сценаристом, режисером та виконавицею головної ролі. Й відразу ж Лемерсьє була номінована на «Сезара», як найкраща акторка. Наступного року Лемерсьє отримує свого другого «Сезара» за її найкращу жіночу роль другого плану у фільмі «Місця в партері» режисерки Даніель Томпсон.
У 2006 і в 2007 роках Валері Лемерсьє було обрано ведучою церемоній вручення французької національної кінопремії «Сезар», яку вона вела з властивим їй гумором і завзяттям. У лютому 2010 року вона втретє стала ведучою «Сезара» спільно з гумористом і актором Гадом Ельмалехом.

## Особисте життя
Валері Лемерсьє була дружиною музиканта Бертрана Бургалата. Вони розлучилися в 1997 році, але залишалися близькими друзями.

## Фільмографія
Акторка
| Рік  |    | Українська назва                     | Оригінальна назва                           | Роль                                   |
| ---- | -- | ------------------------------------ | ------------------------------------------- | -------------------------------------- |
| 1988 | тф | Готель                               | Palace                                      | Леді Готель                            |
| 1989 | ф  | Мілу в травні                        | Milou en mai                                | місі Бутеллю                           |
| 1990 | ф  | Після, післязавтра                   | Après après-demain                          |                                        |
| 1991 | ф  | Операція «Тушкованка»                | L'opération Corned-Beef                     | Марі-Лоренс Ґраніанські                |
| 1992 | ф  | Парад ідіотів                        | Le bal des casse-pieds                      | Mme Breteille                          |
| 1992 | ф  | Слабка стать                         | Sexes faibles!                              | Maud La Chesnay                        |
| 1993 | ф  | Прибульці                            | Les visiteurs                               | Фредегонді де Пуй, Беатріс де Монреаль |
| 1994 | ф  | Блакитна каска                       | Casque bleu                                 | Лоретта                                |
| 1994 | ф  | Місто страху                         | La cité de la peur                          | вдова мосьє Жака                       |
| 1995 | ф  | Сабріна                              | Sabrina                                     | Мартіна                                |
| 1997 | ф  | Кадриль                              | Quadrille                                   | Полетт Нантей                          |
| 1999 | ф  | Дупа                                 | Le derrière                                 | Фредеріка                              |
| 2002 | ф  | П'ятниця, вечір                      | Vendredi soir                               | Лор                                    |
| 2003 | тф | З Венсаном Лендоном                  | Avec Vincent Lindon                         | інтерв'юерка                           |
| 2004 | ф  | Глюк                                 | Narco                                       | відомий комік                          |
| 2004 | ф  | Мільйон років до нашої ери           | RRRrrrr!!!                                  | П'єр                                   |
| 2005 | ф  | Чарівна пригода                      | Magic Roundabout, The                       | Азілі                                  |
| 2005 | ф  | Королівський палац!                  | Palais royal!                               | принцеса Армелль                       |
| 2006 | мф | Артур і Мініпути                     | Arthur et les Minimoys                      | мати Артура (озвучування)              |
| 2006 | ф  | Герой сім'ї                          | Le héros de la famille                      | Памела                                 |
| 2006 | ф  | Місця в партері                      | Fauteuils d'orchestre                       | Катрін Версен                          |
| 2007 | ф  | Гість                                | L'invité                                    | Колетт                                 |
| 2008 | ф  | Агата Клері                          | Agathe Cléry                                | Агата Клері                            |
| 2008 | ф  | Високий музей, низький музей         | Musée haut, musée bas                       | Валері                                 |
| 2009 | ф  | Маленький Ніколя                     | Le petit Nicolas                            | Мати Ніколя                            |
| 2009 | ф  | Нейї, її мати!                       | Neuilly sa mere!                            | мати Шарля                             |
| 2009 | тф | Один співає, інший підхопить         | L'une chante, l'autre aussi                 |                                        |
| 2011 | ф  | Ласкаво просимо на борт              | Bienvenue a bord                            | Ізабель                                |
| 2011 | ф  | Монте-Карло                          | Monte Carlo                                 | мадам Валері                           |
| 2011 | ф  | Славне містечко                      | Beur sur la ville                           | диктор на сцені                        |
| 2012 | ф  | Астерікс і Обелікс у Британії        | Asterix et Obelix: Au service de Sa Majeste | міс Макінтош                           |
| 2012 | ф  | Кохання живе три роки                | L'amour dure trois ans                      | Франческа Вернесі, редактор            |
| 2012 | ф  | Прощавай, Берто, або Похорони бабусі | Adieu Berthe - L'enterrement de meme        | Алікс                                  |
| 2012 | ф  | Твоя рука в моїй руці                | Main dans la main                           | Елен Маршаль                           |
| 2013 | ф  | 100% кашемір 100% cachemire          | Александра                                  |                                        |
| 2014 | ф  | Канікули маленького Ніколя           | Les vacances du petit Nicolas               | мати Ніколя                            |
| 2017 | ф  | Марі-Франсін                         | Marie-Francine                              | Марі-Ноелль                            |
| 2018 | ф  | Нейї, її мати, її мати!              | Neuilly sa mère, sa mère!                   | мати Шарля                             |
| 2021 | ф  | Голос кохання                        | Aline                                       | Алін Дьє (Селін Діон)                  |
| 2023 | ф  | Щасливий випадок                     | Coup de Chance                              | Каміль Моро                            |

Режисерка, сценаристка
| Рік  |  | Назва українською   | Оригінальна назва | Режисерка | Сценаристка |
| ---- |  | ------------------- | ----------------- | --------- | ----------- |
| 1997 |  | Кадриль             | Quadrille         | Так       |             |
| 1999 |  | Дупа                | Le derrière       | Так       | Так         |
| 2005 |  | Королівський палац! | Palais royal!     | Так       | Так         |
| 2013 |  | 100% кашемір        | 100% cachemire    | Так       | Так         |
| 2017 |  | Марі-Франсін        | Marie-Francine    | Так       | Так         |

## Визнання
| Нагороди та номінації Валері Лемерсьє | Нагороди та номінації Валері Лемерсьє | Нагороди та номінації Валері Лемерсьє | Нагороди та номінації Валері Лемерсьє |
| Рік                                   | Категорія                             | Фільм                                 | Результат                             |
| ------------------------------------- | ------------------------------------- | ------------------------------------- | ------------------------------------- |
| Премія Мольера                        |                                       |                                       |                                       |
| 1991                                  | Найкраща моновистава                  |                                       | Перемога                              |
| 1996                                  | Найкраща моновистава                  |                                       | Перемога                              |
| 2007                                  | Найкраща моновистава                  |                                       | Перемога                              |
| Премія «Сезар»                        |                                       |                                       |                                       |
| 1992                                  | Найкраща акторка другого плану        | Операція «Тушкованка»                 | Перемога                              |
| 1994                                  | Найкраща акторка другого плану        | Прибульці                             | Перемога                              |
| 2006                                  | Найкраща акторка                      | Королівський палац                    | Номінація                             |
| 2007                                  | Найкраща акторка другого плану        | Місця в партері                       | Перемога                              |
| Премія «Кришталевий глобус»           |                                       |                                       |                                       |
| 2009                                  | Найкращий сольний концерт             | Операція «Тушкованка»                 | Перемога                              |